# شیمی کوانتومی

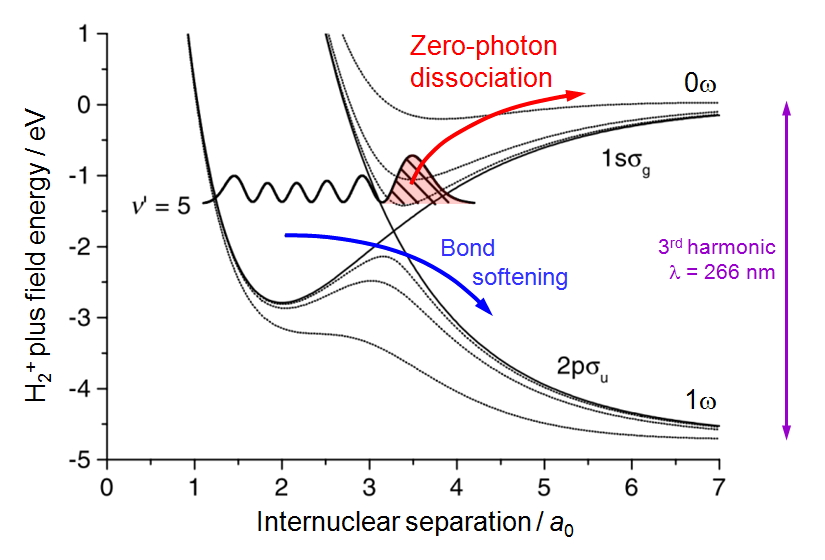
Zero photon

شیمی کوانتومی(به انگلیسی: Quantum chemistry) یا شیمی کوانتوم رشته‌ای از شیمی است که تمرکز اولیه آن بر روی کاربرد مکانیک کوانتومی در مدل‌های فیزیکی و آزمایش های سامانه های شیمیایی می‌باشد. در اواخر قرن ۱۷ میلادی، نیوتن قوانین مکانیک کلاسیک برای حرکت اجسام ماکروسکوپی را کشف کرد. در اوایل قرن بیستم میلادی فیزیکدانان دریافتند که جنبش ذرات کوچک همانند هستهٔ اتم‌ها و الکترون ها را نمی‌توان با قوانین مکانیک کلاسیک توجیه کرد و از این رو توجیه حرکت این ذرات با مجموعه‌ای از قوانین به نام مکانیک کوانتومی انجام پذیرفت. شیمی کوانتومی قوانین مکانیک کوانتومی را در مسایل مربوط به شیمی مورد استفاده قرار می‌دهد.
تأثیرات شیمی کوانتومی در تمامی زیرشاخه‌های شیمی محسوس است.
شیمی‌فیزیکدانان از شیمی‌کوانتومی (با ترمودینامیک آماری) برای محاسبهٔ خواص ترمودینامیکی گازها، توضیح طیف‌های مولکولی و نیز به‌دست آوردن تجربی برخی از خواص مولکول (مانند طول و زاویه پیوندها، ممان دوقطبی، تفاوت انرژی در صورتبندی‌های متفاوت و…) استفاده می‌کنند. و در حقیقت فیزیکدان کوانتمی محسوب می‌شوند. شیمی‌آلی دانان از این علم به منظور تعیین پایداری مولکول‌ها، محاسبهٔ حد واسط واکنش‌ها، تحقیق مکانیزم انجام واکنش‌ها، پیش‌بینی خواص آروماتیکی ترکیبات و توجیه طیف‌های NMR استفاده می‌کنند. شیمی‌تجزیه‌دانان به‌طور گسترده از روش‌های طیف‌بینی استفاده می‌کنند. فرکانس‌ها و شدت خطوط طیفی به سادگی می‌توانند با شیمی‌کوانتومی درک و توجیه شوند. موارد استفادهٔ دیگر برای آن‌ها توضیح مکانیزم واکنش‌های الکتروشیمیایی است. شیمی‌معدنی‌دان‌ها از نظریه میدان لیگاند، و روش‌های تقریبی مکانیک کوانتومی برای توجیه خواص و انتقالات الکترونی در کمپلکس‌های فلزات واسطه استفاده می‌کنند.
هر چند که اندازهٔ بزرگ مولکول‌های زیستی استفاده از محاسبات کوانتومی را برای آن‌ها دشوار می‌سازد اما زیست‌شیمی‌پیشه‌ها به‌طور روزافزون از مطالعات کوانتومی بهره می‌برند. به خصوص در زمینهٔ پیوند بین آنزیم و سوبسترا و حلال‌پوشی مولکول‌های زیستی.

## ساختار الکترونیکی

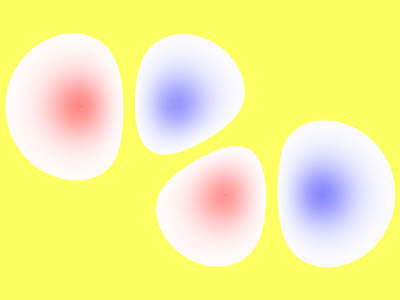
اوربیتال π ضد پیوند بوتادین

### نظریه پیوند ظرفیت
یکی از دو نظریه بنیادین مکانیک کوانتومی برای توصیف پیوند شیمیایی است. این نظریه، چگونگی درهم‌آمیزی اوربیتال‌های اتمی در یک اتم مجزا را در هنگام شکل‌گیری یک مولکول بیان می‌دارد. در مقابل، نظریه اوربیتال مولکولی اوربیتال اتمی‌ها را در سراسر یک مولکول تسری می‌دهد.

### نظریه اوربیتال مولکولی
روشی برای مشخص‌کردن ساختار مولکولی است که در آن الکترون وابسته به یک پیوند خاص در نظر گرفته نمی‌شود، بلکه تمامی الکترونها به صورت مجموعه‌ای در تمامی مولکول در نظر گرفته می‌شود که در اثر کنش با هسته‌های اتم‌ها، در سرتاسر مولکول در حرکتند. در این تئوری، اوربیتال‌های مولکولی از اوربیتال‌های اتمی ساخته می‌شوند و تابع موج اوربیتال مولکولی ψf به صورت سری زیر از جمع اوربیتال‌های اتمی χi نوشته می‌شود:
{\displaystyle \psi _{j}=\sum _{i=1}^{n}c_{ij}\chi _{i}}
که در آن ضریب‌های cij نشانگر وزن هر اوربیتال اتمی، در اوربیتال مولکولی‌ست و مقدارشان با جایگذاری رابطه بالا در معادله شرودینگر و بکاربردن اصل دگرگونی به‌دست می‌آید (ببینید:روش هوکل). این روش ترکیب خطی اوربیتال‌های اتمی نام دارد. تئوری اوربیتال مولکولی را می‌توان تئوری‌ای در مقابل تئوری پیوند ظرفیت دانست.

### نظریه تابع چگالی
نظریه‌ای در چارچوب مکانیک کوانتومی برای بررسی ساختار الکترونی مواد در سیستم‌های بس ذره‌ای است. در این نظریه، با معرفی تابعی جهان شمول انرژی و وردش‌گیری از آن، ویژگی‌های الکترونی ماده (در اینجا چگالی الکترون) به‌دست می‌آید.
این نظریه ریشه در مدل توماس-فرمی دارد، و بر پایه دو قضیهٔ هوهنبرگ-کوهن بنا شده است. توضیح پدیده‌هایی مانند نیروهای بین‌مولکولی، به ویژه نیروی واندروالسی، نوار ممنوعه در نیمه‌رساناها، انتقال بار در حالت برانگیخته و… با این روش به‌طور کامل امکان‌پذیر نیست و پژوهش برای ایجاد تغییراتی که این محدودیت‌ها را از بین ببرند ادامه دارد.